# Eva Bogner
Eva Bogner (* um 1958) ist eine österreichische Tischtennis-Nationalspielerin. Sie gehörte in den 1970er Jahren zu den besten Spielerinnen Österreichs und wurde 1973 österreichische Meisterin im Damen Einzel.

## Werdegang
Eva Bogner spielte zunächst beim Verein Schwarz-Weiß-Westbahn und wechselte 1971 zu UKJ Tyrolia. 1972 wurde sie österreichische Meisterin im Damen Doppel mit Gabriele Smekal, ein Jahr später gewann sie den Titel im Damen Einzel. 1973 wurde sie für die Weltmeisterschaft in Sarajevo nominiert. Im Mixed Doppel gewann sie mit Rudolf Weinmann in einem großartigen Match überraschend gegen das jugoslawische Paar Dragutin Šurbek/Mirjana Resler und erreichte damit das Achtelfinale. In der Zeit von 1970 bis 1973 gewann Eva Bogner insgesamt 26 österreichische Staatsmeistertitel: 1× Unterstufe Einzel, 3× Schülerinnen Einzel, 3× Schülerinnen Doppel, 3× Schülerinnen Mixed Doppel, 3× Schülerinnen Mannschaft, 2× Mädchen Einzel, 2× Mädchen Doppel, 1× Jugend Mixed Doppel, 3× Mädchen Mannschaft, 1× Damen Einzel (als 16-Jährige), 1× Damen Doppel, 2× Damenstaatsliga Mannschaft.
| Verband | Veranstaltung     | Jahr | Ort      | Land | Einzel | Doppel | Mixed     | Team |
| ------- | ----------------- | ---- | -------- | ---- | ------ | ------ | --------- | ---- |
| AUT     | Weltmeisterschaft | 1973 | Sarajevo | YUG  | Qual   | Qual   | letzte 32 | 14   |